# مهدی شهگل
مهدی شهگل (Mahdi Sahgol) (زاده ۲۶ مرداد ۱۳۷۹) ورزشکار و کاراته کا اهل استان همدان در ایران است . وی در تمامی رده های مختلف عضو تیم ملی کاراته ایران بوده است. مهدي شهگل همچنین توانسته در مسابقات قهرمانی آسیا ٢٠٢٢و ٢٠٢٣ که در تاشكند ازبكستان  و ملاكا مالزی برگزار شد موفق به کسب مدال طلا شود .

### زندگی نامه
مهدي شهگل در سن ٥ سالگی کاراته را زیر نظر استاد الله کرم شهگل شروع کرد  و در تمامی رده های سنی پایه موفق به پوشیدن پیراهن تیم ملی شد و زیر نظر مربیان نام آشنایی همچون سید شهرام هروی ، علیرضا کتیرایی ، مهران بهنام‌فر، حسن روحانی فعالیت نموده و پس از کسب عناوین مختلف در سال ۱۳۹۹ عضو تیم ملی بزرگسالان شد و در وزن منهای ٧٥ کیلوگرم طلای مسابقات آسیایی تاشكند ازبكستان و ملاکا مالزي را کسب کرد . همچنين در مسابقات ليگ جهاني تركيه ٢٠٢٣ موفق به كسب مدال برنز شد . وی هم اکنون ملی پوش وزن منهای ٧٥ کیلوگرم بزرگسالان کاراته ایران است .